# Eoophyla hauensteini
Eoophyla hauensteini is een vlinder uit de familie van de grasmotten (Crambidae), uit de onderfamilie van de Acentropinae. De wetenschappelijke naam van deze soort is voor het eerst gepubliceerd in 1999 door Wolfgang Speidel en Wolfram Mey.
De soort komt voor in de Filipijnen (Luzon).